# Eintracht Osnabrück
Der SV Eintracht Osnabrück 1908 (offizieller Name: Sportverein Eintracht Osnabrück e. V. von 1908) ist ein Sportverein aus dem Osnabrücker Stadtteil Schölerberg, dessen Fußballabteilung in der Kreisliga Osnabrück-Stadt vertreten ist. Außerdem bietet er die Sportarten Tennis, Badminton und Taekwondo an. Die Vereinsfarben des SV Eintracht sind blau und weiß.

## Geschichte

### Osnabrücker SV 08 (1908 bis 1937)
Der Verein wurde am 3. April 1908 als Osnabrücker Sportverein 08 gegründet. Dieser stieg im Jahre 1920 in die damals erstklassige Kreisliga Westfalen auf, musste aber als Tabellenletzter prompt wieder absteigen. Im Jahre 1928 gelang erneut der Aufstieg, nachdem die Osnabrücker sich im Entscheidungsspiel um den Aufstieg mit 2:1 nach Verlängerung gegen den SV 09 Rheine durchsetzen konnte. Auch dieses Mal musste die Mannschaft als Tabellenletzter wieder absteigen. Im Jahre 1933 schlossen sich die Mitglieder der als Arbeitersportvereine zwangsweise aufgelösten Vereine SC Osnabrück, FC Concordia Osnabrück und Freie Schwimmer Osnabrück dem OSV an. Vier Jahre später kam es zur Fusion mit dem TV Jahn 1892 Osnabrück und dem SV Schwarz-Weiß Wulfter Turm Osnabrück zum TSV 1897 Osnabrück.

### TSV Osnabrück (1937 bis 1945)
Nachdem der TSV im Jahre 1940 in der Aufstiegsrunde zur Gauliga Niedersachsen noch an TuRa Gröpelingen scheiterte setzte sich die Mannschaft ein Jahr später gegen den Bremer SV und Germania Walsrode durch. Durch zahlreiche Kriegsgastspieler wie Helmut Kronsbein konnten sich die Osnabrücker schnell etablieren. In der Saison 1942/43 wurde der TSV Dritter der Gauliga Weser-Ems und war vor Schinkel 04 und dem VfL Osnabrück die sportliche Nummer eins der Stadt. Beim Meister Wilhelmshaven 05 mussten die Osnabrücker allerdings eine 0:17-Niederlage einstecken.
Durch den Zweiten Weltkrieg wurden die Gauligen immer weiter aufgespaltet. In der Saison 1943/44 wurde der TSV schließlich Vizemeister der Staffel Osnabrück hinter dem VfL. Danach bildete der TSV eine Kriegsspielgemeinschaft mit dem Wehrmacht-Sportverein Osnabrück. Ob diese in der Saison 1944/45 überhaupt zu Meisterschaftsspielen angetreten ist, ist nicht bekannt. Nach Kriegsende spaltete sich der TSV in die Vereine Eintracht Osnabrück und TV Jahn Osnabrück auf.

### Weg in die erste Liga (1945 bis 1953)
Der Zweite Weltkrieg bedeutete für die Eintracht einen starken Einschnitt. Das Stadion Paradies, benannt nach einem beliebten Kaffeehaus, wurde völlig zerstört. Der neue Verein bezog daraufhin den Sportplatz der Hammersen AG an der Brinkstraße. Im Jahre 1948 wurde die Eintracht, die im Volksmund auch als die „Gelben“ bekannt waren, Meister der Landesliga Weser/Ems, verpasste aber den Aufstieg in die erstklassige Oberliga Nord. Dieser wurde zwei Jahre später mit etwas Glück nachgeholt. Die 2:4-Niederlage gegen den Blumenthaler SV wurde vom Verband wegen eines Fehlers des Schiedsrichters annulliert und wiederholt. Das Wiederholungsspiel gewann die Eintracht mit 7:1.
In der Oberliga Nord traf die Eintracht auf Vereine wie den Hamburger SV, Werder Bremen, Hannover 96, Eintracht Braunschweig und den Lokalrivalen VfL. Dabei strömten bis zu 15.000 Zuschauer ins Stadion an der Brinkstraße in Osnabrück. Vor dem Start musste der Verein noch zahlreiche Probleme bewältigen. Der Ascheplatz an der Brinkstraße wurde für Oberligaspiele nicht zugelassen, so dass in Eile ein Rasen verlegt werden musste. Da es am Platz keinen Umkleideraum gab mussten die Gastmannschaften einen Raum im Tanzlokal Gerritzen nutzen und wurden per Bus zum Spiel gefahren.
Dank seiner Heimstärke gelang in der Saison 1950/51 der Klassenerhalt, der durch einen 5:1-Sieg über den 1. SC Göttingen 05 gesichert werden konnte. Es tauchten danach Gerüchte auf, nach denen der Eintracht-Sieg durch Bestechung zu Stande kam. Diese konnten jedoch nie bewiesen werden. Höhepunkt der Spielzeit war der 1:0-Sieg über den Hamburger SV am 14. Januar 1951. Ein Jahr später sicherten sich die „Gelben“ den Klassenerhalt durch einen 3:1-Sieg bei Werder Bremen.
Die Eintracht startete mit 3:1 Punkten verheißungsvoll in die Saison 1952/53. Nach einer knappen 3:4-Niederlage beim Hamburger SV ging es sportlich bergab. Kurioser Höhepunkt der Saison war eine 7:8-Niederlage gegen Altona 93, bei der die Eintracht noch mit 5:2 und 6:5 geführt hatte. Im März 1953 pfändete das Finanzamt die Einnahmen aus dem Spiel gegen Arminia Hannover. Am Saisonende stieg die Eintracht ab.

### Fahrstuhljahre (1954 bis 1977)
In den folgenden Jahren gehörten die „Gelben“ zu den Spitzenmannschaften der zweitklassigen Amateuroberliga Niedersachsen-West. Im Jahre 1956 scheiterte die Eintracht in der Oberliga-Aufstiegsrunde am Heider SV. Drei Jahre später qualifizierte sich die Mannschaft nach einem 1:0-Entscheidungsspielsieg gegen Göttingen 05 erneut für die Aufstiegsrunde. Am letzten Spieltag gewann die Eintracht beim Heider SV mit 3:2 und schafften damit die Rückkehr in die Erstklassigkeit. Aus finanziellen Gründen konnte sich der Verein kaum verstärken, so dass mit nur zwei Saisonsiegen der letzte Platz heraussprang.
Zurück in der Amateuroberliga kamen die „Gelben“ nicht mehr über Mittelfeldplätze hinaus. 1964 verpasste die Mannschaft die eingleisige Landesliga Niedersachsen. Ein Punkt fehlte gegenüber dem VfL Germania Leer. Zwar gelang schon ein Jahr später als erster Meister der Verbandsliga West der Aufstieg, doch nicht zuletzt wegen 97 Gegentoren musste die Eintracht 1966 die höchste niedersächsische Spielklasse nach unten verlassen. Zwischenzeitlich verließ die Handballabteilung nach internen Streitereien den Verein.
In der folgenden Saison 1966/67 wurde der Wiederaufstieg als Vizemeister hinter den Amateuren des VfL Osnabrück verpasst. Zwei Jahre später folgte der Abstieg in die Bezirksliga 8, bevor es 1971 gar hinab in die Bezirksklasse ging. Nach zwei Aufstiegen in Folge erreichten die „Gelben“ wieder die Verbandsliga West, wo man nicht über den Abstiegskampf hinauskam. Negativer Höhepunkt war eine 0:9-Niederlage bei Amisia Papenburg. 1977 stieg die Mannschaft aus der Verbandsliga ab.

### Niedergang (seit 1977)
Nach mehreren Bezirksligajahren gelang 1982 der Aufstieg in die Bezirksoberliga Weser/Ems, wo die Eintracht mit unterschiedlichem Erfolg spielte. Mitte der 1980er Jahre versuchte die Vereinsführung mittels teurer Neuzugänge den Aufstieg in die Landesliga West möglich zu machen. Dies klappte nicht und nach zwei Abstiegen in Folge kam die Eintracht 1991 in der Bezirksklasse an. Zwei Jahre später gelang nochmal der Bezirksliga-Aufstieg, ehe die „Gelben“ 1995 nach zwei Abstiegen in Folge in der Kreisliga angekommen waren.
Inzwischen mit 180.000 Mark verschuldet setzte die Eintracht verstärkt auf die Nachwuchsarbeit. Im Jahre 1997 gelang die Rückkehr in die Bezirksklasse, die bis 2006 gehalten werden konnte. Durch die Abschaffung dieser Spielklasse ging es zurück in die Kreisliga. Dort gelang zwar auf Anhieb der Aufstieg in die Bezirksliga. Dort waren die „Gelben“ jedoch chancenlos und mussten ohne Sieg wieder absteigen. In der Kreisliga wurde die Mannschaft durchgereicht, so dass die Eintracht im Jahre 2009 in der neuntklassigen 1. Kreisklasse Osnabrück-Stadt an ihrem sportlichen Tiefpunkt angekommen waren. Im Jahre 2011 gelang als Tabellendritter der Wiederaufstieg in die Kreisliga Osnabrück-Stadt.

## Persönlichkeiten
- Udo Böhs
- Horst Borcherding
- Erich Gleixner
- Werner Guhre
- Hans Haferkamp
- Peter Kitzmann
- Helmut Knobloch
- Helmut Kronsbein
- Ronald Maul
- Alfons Moog
- Ewald Nienhaus
- Walter Ochs
- Michael Piwowarski
- Günter Selke
- Ernst Sontow
- Daniel Thioune
- Michael Wirtz